# Arthur Askey
Arthur Bowden Askey (Liverpool, 6 giugno 1900 – Londra, 16 novembre 1982) è stato un attore e comico britannico.

## Filmografia parziale
- Calling All Stars, regia di Herbert Smith (1937)
- Band Waggon, regia di Marcel Varnel (1940)
- Charley's (Big-Hearted) Aunt, regia di Walter Forde (1940)
- Il treno fantasma (Thw Ghost Train), regia di Walter Forde (1941)
- I Thank You, regia di Marcel Varnel (1941)
- Back-Room Boy, regia di Herbert Mason (1942)
- King Arthur Was a Gentleman, regia di Marcel Varnel (1942)
- Miss London Ltd., regia di Val Guest (1943)
- Bees in Paradise, regia di Val Guest (1944)
- Ramsbottom Rides Again, regia di John Baxter (1956)
- Make Mine a Million, regia di Lance Comfort (1959)
- Friends and Neighbours, regia di Gordon Parry (1959)
- Rose Dixon – Night Nurse, regia di Justin Cartwright (1978)